# Fédération russe de handball
La Fédération russe de handball (en russe : Федерация гандбола России), est l'instance gérant le handball en Russie. Elle organise notamment les compétitions nationales et gère les équipes nationales masculines et féminines. Créé en 1989, elle succède à la Fédération soviétique de handball et est affilié aux Fédérations internationale (IHF) et européenne (EHF) depuis 1992.

## Présidents
- 1989-1992 : Vladimir Maksimov
- 1992-2004 : Aleksandr Kozhukhov (en)
- 2004-2009 : Vladimir Grigoriev
- 2009-2013 : Boris Aliochine
- 2013-2015 : Vladimir Nelioubine
- depuis 2015 : Sergueï Chichkarev (en)

## Compétitions et équipes en charge
- Hommes : Championnat, Coupe, Supercoupe, Équipe nationale
- Femmes : Championnat, Coupe, Supercoupe, Équipe nationale

## Distinctions
En 2001, le Congrès et les membres du comité exécutif de la Fédération ont désigné les meilleurs personnalités du handball russe du XXe siècle :
- Meilleur joueur : Andreï Lavrov
- Meilleure joueuse : Natalia Anissimova (née Gouskova)
- Meilleur entraîneur : Vladimir Maksimov
- Meilleur arbitre : Iouri Taranoukhine